# Fülöppite
La fülöppite è un minerale.

## Abito cristallino
Prismatico.

## Origine e giacitura
Idrotermale.

## Forma in cui si presenta in natura
In cristalli tabulari o pseudorombici.

## Proprietà chimico-fisiche
- Peso molecolare: 2076,59 grammomolecole[1]
- Densità di elettroni: 4,50 g/cm³[1]
- Indici quantici[1]:
  - Fermioni: 0,06
  - Bosoni: 0,94
- Indici di fotoelettricità[1]:
  - PE: 695,26 barn/elettrone
  - ρ: 3130,88 barn/cm³
- Indice di radioattività: GRapi: 0 (Il minerale non è radioattivo)[1]

## Località di ritrovamento
Il minerale fu ritrovato negli anni venti in una miniera di Sacaramb in Romania associata a blenda, dolomite e zinkenite.